# Берберова, Нина Николаевна
Ни́на Никола́евна Бербе́рова (26 июля [8 августа] 1901 или 8 августа 1901[…], Санкт-Петербург — 26 сентября 1993[…], Филадельфия, Пенсильвания) — русская писательница, поэтесса, педагог, автор документально-биографических исследований и мемуаров.

## Биография
По отцовской линии Нина Берберова происходила из крымских армян, выведенных при Екатерине II из Крыма и основавших город Нахичевань-на-Дону (ныне — часть Ростова-на-Дону). Её дед, Иван Минасович Берберов, был известным врачом, получившим образование в Париже; отец, Николай Иванович, после окончания физико-математического факультета Московского университета поступил в Министерство финансов и в 1917 году был чиновником по особым поручениям при министре. Он сохранял армяно-григорианское вероисповедание. Мать — из семьи тверских помещиков Карауловых. Нина была единственным ребёнком. Её родители после Гражданской войны жили в Ленинграде и умерли в эвакуации в Вологде в апреле 1942 года.
Берберова окончила гимназию в Петрограде. В 1919 году семья Берберовых переехала в Ростов-на-Дону, где Н. Н. Берберова училась на историко-филологическом факультете Донского университета (1919—1920). В городе на ул. Майской сохранился дом Берберовых. В 1920 году Н. Н. Берберова вернулась в Петроград. Благодаря первым стихам она в 1921 году вошла в поэтические круги Петрограда. Её первое стихотворение было опубликовано в феврале 1922 года в журнале, изданном небольшим тиражом, к первой годовщине литературной группы «Серапионовы братья». Вступила в петроградский филиал Всероссийского союза поэтов. Проживала в ДИСКе по адресу Невский проспект, 15.
В июне 1922 года с мужем В. Ф. Ходасевичем эмигрировала из РСФСР, не зная о том, что это навсегда. Формальной причиной выезда у В. Ф. Ходасевича значилось «поправление здоровья», у Н. Н. Берберовой — «поправление образования». Пару провожали только родители Нины.

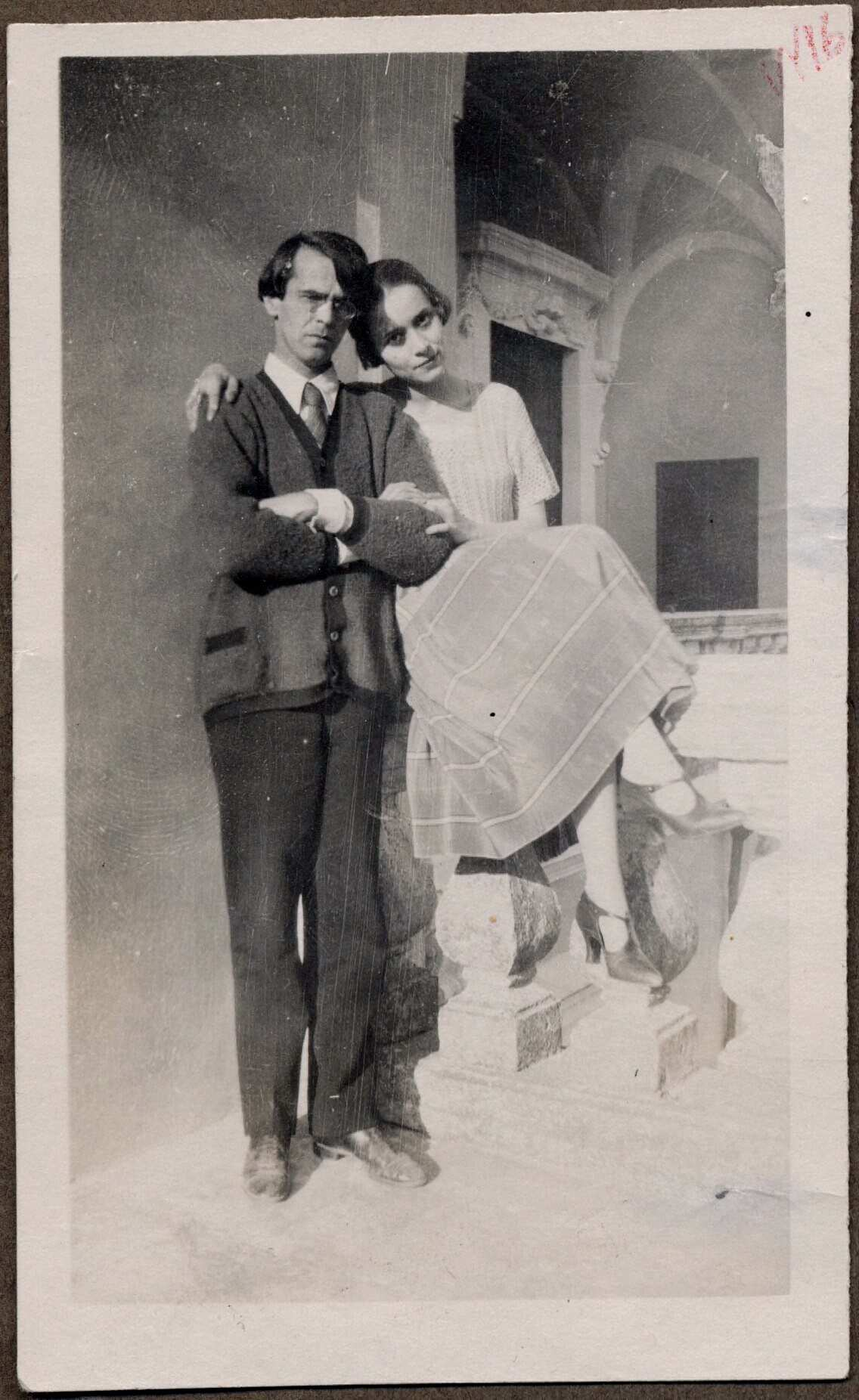
В. Ф. Ходасевич и Н. Н. Берберова в Сорренто на вилле Горького (1925)

Жила в Веймарской республике (июнь-ноябрь 1923 года), Чехословакии, фашистской Италии. В 1924 году вместе с В. Ф. Ходасевичем переехали в Сорренто к Горькому и прожили там полгода (до 18 апреля 1925). С 1925 года окончательно обосновались в Париже, где получили статус апатридов, не оставляющий средств и надежд на безбедное существование.
Много лет трудилась в эмигрантских изданиях «Последние новости» и «Русская мысль» (Париж). Разошлась с В. Ф. Ходасевичем в 1932 году, но бывшие супруги продолжали оставаться добрыми друзьями вплоть до смерти В. Ф. Ходасевича в 1939 году.
В 1936 году Н. Н. Берберова официально вышла замуж за журналиста, художника, члена партии социалистов-революционеров Н. В. Макеева (1889—1975); для обоих это было повторным браком. Роман завязался в 1932 году, после ухода Н. Н. Берберовой от В. Ф. Ходасевича. Во время Второй мировой войны супруги оказались в немецкой оккупации, проживая в деревне под Парижем. В 1947 году развелись.
Ряд современников обвинял Н. Н. Берберову в пронацистских симпатиях и в неблаговидном поведении при немецкой оккупации. При этом при оккупации она не печаталась, сама она отрицала обвинения в коллаборационизме, хотя признавала наличие определённых иллюзий в отношении Гитлера, имевшихся у неё очень недолгое время. От этих иллюзий её избавила нацистская политика в отношении евреев, и, прежде всего, отправка в лагерь смерти О. Марголиной-Ходасевич, второй жены В. Ф. Ходасевича.
В 1950 году Н. Н. Берберова навсегда уехала из послевоенной Франции в США, где у неё было несколько знакомых эмигрантов. Английского языка Н. Н. Берберова не знала, уехала с двумя чемоданами вещей (в одном ― спасённый архив В. Ф. Ходасевича) и 75 долларами в кармане (25 взяты в долг). Считала свой отъезд самым трудным сознательным выбором в жизни.
Живя в Нью-Йорке, начала издавать альманах «Содружество», посвящённый русской интеллигенции. В 1952 году стала донором, о чём упомянуто в автобиографии. В 1954 году вышла замуж за пианиста и педагога Георгия Александровича Кочевицкого (George А. Kochevitsky). Получила американское гражданство в 1959 году.
С 1958 года преподавала русский язык в Йельском университете. С 1963 года вплоть до выхода на пенсию в 1971 году преподавала русскую литературу в Принстонском университете. «Выход на пенсию» означал для Н. Н. Берберовой работу приглашённым лектором в Корнеллском, Колумбийском, Пенсильванском университетах, в университете Брин-Мора. В 1958—1968 годах была членом редколлегии литературного альманаха «Мосты», издававшегося в Мюнхене.
В 1983 году состоялся развод с Г. А. Кочевицким.
В сентябре 1989 года посетила перестроечный СССР, встречалась с литературной общественностью Москвы и Ленинграда. Дала два интервью журналисту Ф. Н. Медведеву (до и после поездки). Интервью «Хочу увидеть то, что оставила в юности» было опубликовано в его сборнике «После России» (стр. 70—91) в 1992 году. Сохранилась видеозапись одной из творческих встреч.
В 1991 году друзья и коллеги Н. Н. Берберовой по Йельскому университету отметили её 90-летие обедом в библиотеке Бейнеке. В 1991 году Н. Н. Берберова переехала из Принстона (штат Нью-Джерси) в Филадельфию.
Умерла Н. Н. Берберова 26 сентября 1993 года в Филадельфии. Согласно последней воле ещё в продолжении года после смерти в доме, где она жила, зажигался свет. Прах её развеян в четырёх местах: в Париже, в США — на территории Йельского и Принстонского университетов и над рекой Делавэр в Филадельфии.
Обширный архив Н. Н. Берберовой, включающий переписку с И. А. Буниным, З. Н. Гиппиус, Д. С. Мережковским, А. И. Куприным, М. И. Цветаевой и другими, хранится в библиотеке Йельского университета.

## Адреса

### В Петербурге/Петрограде
- 1903—1907 — доходный дом — Загородный проспект, 9[источник не указан 1670 дней]
- 1913—1917 — доходный дом — улица Жуковского, 6[21];
- 1917—1922 — доходный дом — Кирочная улица, 17;

### Во Франции
- 1925 — комната в Претти-отель, ул. Амели, 8 ; 7-й округ Парижа (фр. Le Pretty Hotel, 8 rue Amélie). Сейчас — отель Les Jardins d’Eiffel.
- 1926 ― квартира на ул. Ламбларди (фр. rue Lamblardie), 12-й округ Парижа
- 1932 ― комната на 6 этаже в отеле l’hôtel des Ministères, бульвар Латур-Мобур (фр. Boulevard de la Tour-Maubourg), 7-й округ Парижа
- 1935 - комната в доме 9 бис, ул. Магдебург (фр. 9 bis rue de Magdebourg), 16-й округ Парижа
- до 1938 ― в доме на улице Бетховен (фр. rue Beethoven), 16-й округ Парижа
- 1938—1948 ― дом в местечке Лоншен (фр. Longchêne), ок. 40 км от Парижа
- лето 1948 ― в городе Мужен (фр. Mougins) на Французской Ривьере[22]

### В США
- 1991 — квартира в доме 220 улица Локуст, город Филадельфия, штат Пенсильвания (англ.  220 Locust Street, Society Hill Philadelphia, Pennsylvania)[23]

## Память

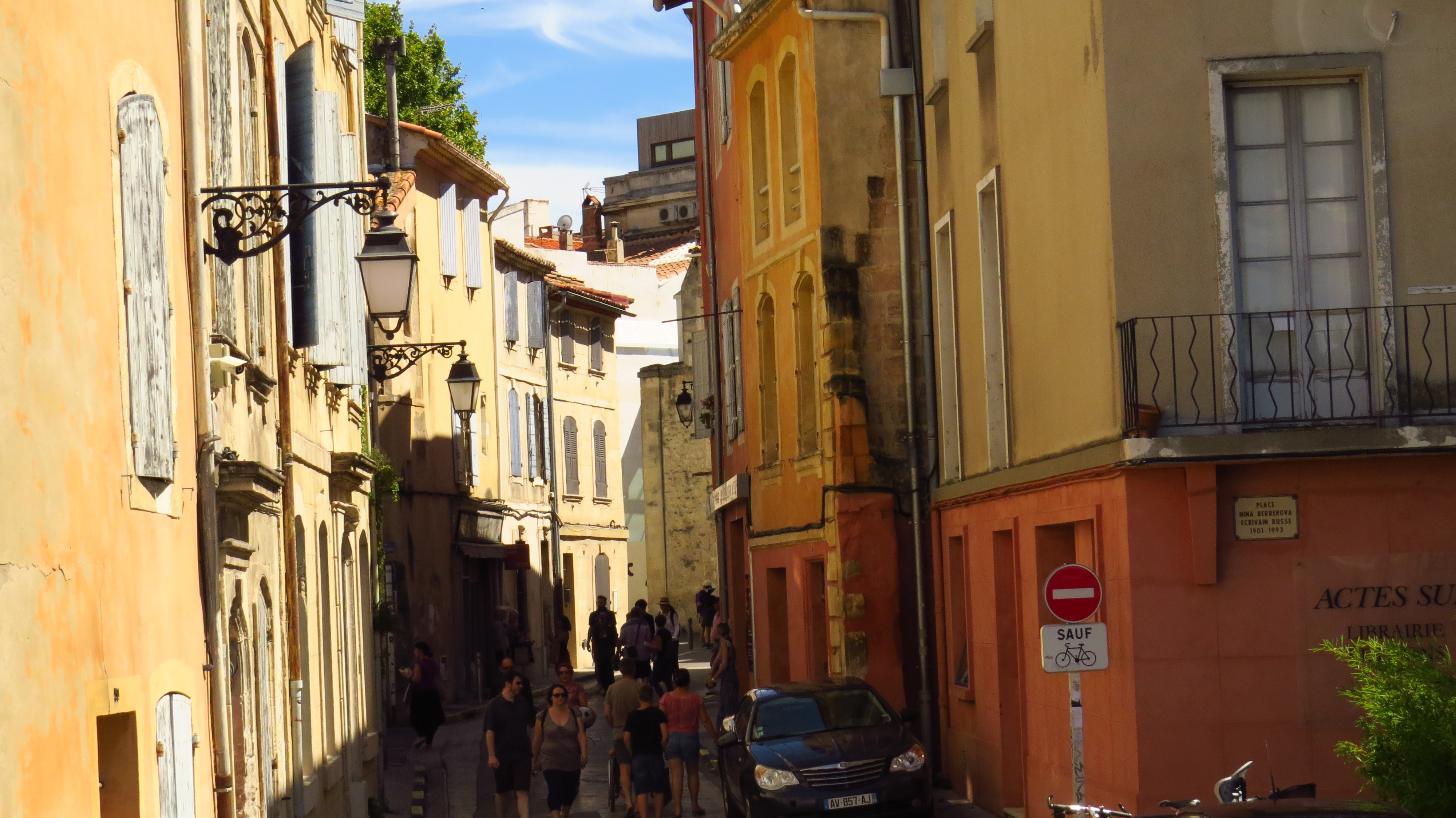
Арль, площадь Нины Берберовой. На стене здания справа — табличка с названием площади, чуть ниже — логотип издательства Actes Sud

Именем Нины Берберовой названа небольшая улица в Булонь-Бийанкур, пригороде Парижа, она перпендикулярно соединяет улицу Пуэн-дю-жур (rue du Point du jour) с Энриш (rue Heinrich) в самой южной части пригорода.
Также именем Нины Берберовой названа площадь (place Nina Berberova) во французском городе Арль, северо-западная часть города, на берегу Роны, недалеко от моста Транкетай (Pont de Trinquetaille). На этом месте находится издательство «Actes Sud», с правами на публикацию и перевод с русского произведений Берберовой, начиная с 1985 года.

## Творчество
Дебютировала в печати в эмиграции. Опубликовала цикл рассказов «Биянкурские праздники» (1928—1940), романы «Последние и первые» (1930), «Повелительница» (1932), «Без заката» (1938), литературные биографии «Чайковский, история одинокой жизни» (1936 — книга имела особенный успех и переводилась на многие языки), «Бородин» (1938).
После Второй мировой войны вышли автобиографическая книга «Курсив мой» (1969 на английском языке; 1972 на русском — её главное произведение), книга документально-биографического характера о баронессе М. И. Будберг «Железная женщина» (1981), исследование «Люди и ложи. Русские масоны XX столетия» (1986).
Рассказы писала как от женского, так и от мужского лица; почти все произведения (кроме исследовательских работ) — автобиографичны.

## Сочинения

### Французский период (1925—1950)
- Последние и первые. Роман из эмигрантской жизни. — Paris, 1930.

В этом романе, отягощённом претенциозной сюжетной многослойностью и влиянием Достоевского, действие обусловлено стремлением русских эмигрантов, работающих на парижских фабриках, переселиться на юг Франции.
- Повелительница. — Berlin, 1932.
- Аккомпаниаторша // Современные записки. — 1935. — №58.

В центре повести стоит фигура молодой женщины, обиженной судьбой, — сначала в Санкт-Петербурге, затем в Москве и, наконец, в Париже. Верное изображение женской души, как это часто случается у Берберовой, проигрывает оттого, что в сюжетной линии слишком ясны намерения автора. Роман послужил основой для сценария к одноимённому фильму.
- Чайковский. История одинокой жизни. — Berlin, 1936.
- Бородин. — Berlin, 1938.
- Без заката. — Paris, 1938.
- Александр Блок и его время. — 1947.
- Облегчение участи. — Paris, 1949.
- Дело Кравченко. История процесса. — 1949.
- Мыс бурь, роман. — Hemmarö — Париж, 1948—1950.

### Американский период (1950—1993)

#### Рассказы
- Памяти Шлимана // Мосты. — 1958. — №1.

Доходящая до гротеска повесть, действие которой перенесено в 1984. Люди здесь зависят от машин, задыхаются от последствий цивилизации и перенаселённости.
- Мыслящий тростник (1958)

Рассказ о переживании женщиной любовного предательства. Действие разворачивается в Швеции и частично в Италии.
Это небольшое произведение отличается описанием и выражением экзистенциального понятия, для которого Берберова не нашла достойного русского перевода — no man’s land. Буквальный перевод фразы «нейтральная территория», «нейтральные воды». Осмысление Берберовой этого явления настолько любопытно, что даже легло в основу лекции современного французского философа Плинио Вальдера Прадо «Ориентироваться в экзистенции: Нина Берберова и no man’s land».
- Чёрная болезнь (1959)

Рассказ о переезде главного героя из Парижа в Нью-Йорк.
- Конец Тургеневской библиотеки (1960)

#### Пьесы
- Маленькая девочка. В трёх действиях. (1953—1961)

#### Автобиография, биографии
- Курсив мой. Автобиография. — München, 1972.

Вследствие субъективных оценок, данных Берберовой многим эмигрантам, вызвала резкую критику как в личном, так и в фактологическом плане. Впервые в России: Берберова Н. Н. Курсив мой: Автобиография / Вступ ст. Е. В. Витковского; Коммент. В. П. Кочеткова, Г. И. Мосешвили. — М.: Согласие, 1999. — 736 с. — ISBN 5-86884-093-3
- Железная женщина. Биография. — New York, 1981.

Впервые опубликована в СССР в 1989 г. в журнале «Дружба народов». — 1989. — № 8-12. Также см. изд.: Берберова Н. Н. Железная женщина. — Репринтное издание 1981 г. — М.: Политиздат, 1991. — 383 с. — ISBN 5-250-01838-6
- Стихи (1921—1983). — New York, 1984.
- Люди и ложи. — New York, 1986.
  - Берберова Н. Н. Люди и ложи: Русские масоны XX столетия. — Харьков, М.: Калейдоскоп, Прогресс-Традиция, 1997. — 400 с. — 5000 экз. — ISBN 966-7226-01-8, ISBN 5-89493-008-1. (в пер.)

Одна из первых публикаций в России: Берберова Н. Маленькая девочка // Современная драматургия. — 1991. — № 2. — С. 75-109.
- Неизвестная Берберова: Роман, стихи, статьи. — СПб.: Лимбус Пресс, 1998. — 288 с.
- Из «русского Парижа». Берберова Н. «Мадам» / Публ. и вст. текст В. В. Иванова // Современная драматургия. — 2002. — № 1. — С. 190—203.

## Современники о Берберовой
- Андрей Вознесенский написал стихотворение, посвящённое «мисс Серебряный век», после посещения её дома в Принстоне в 1988 году. Перед встречей Берберова сломала руку, о чём упоминается в стихотворении[25].
- Юлия Богуславская: «Помню, как меня поразила прежде всего её красивая отчётливая речь, произношение уроженки Петербурга времён Серебряного века. Да и сама лекция сильно отличалась от заунывного профессорского монотонья своей логичностью, чётким построением, смелостью выводов»[26].
- Сергей Довлатов: «Что касается Берберовой, то я с ней, конечно, знаком и несколько лет находился в переписке, но затем она поняла, что я целиком состою из качеств, ей ненавистных — бесхарактерный, измученный комплексами человек. И переписка увяла. Я её за многое уважаю, люблю две её мемуарные книги (стихи и проза — дрянь, по-моему), но человек она совершенно рациональный, жестокий, холодный, способный выучить шведский язык перед туристской поездкой в Швецию, но также способный и оставить больного мужа, который уже ничего не мог ей дать»[27].
- Татьяна Бакунина: «Все данные, которые приводит Берберова, нужно проверить десять раз, прежде, чем убедиться, что они правильны. Она ничего не поняла, …я с ней даже не кланяюсь».